# Yamamoto Kanae (Künstler)

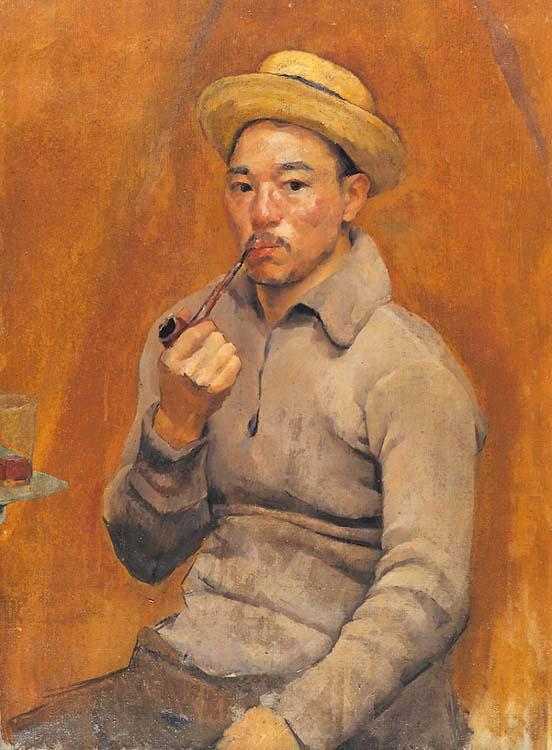
Selbstporträt, 1915

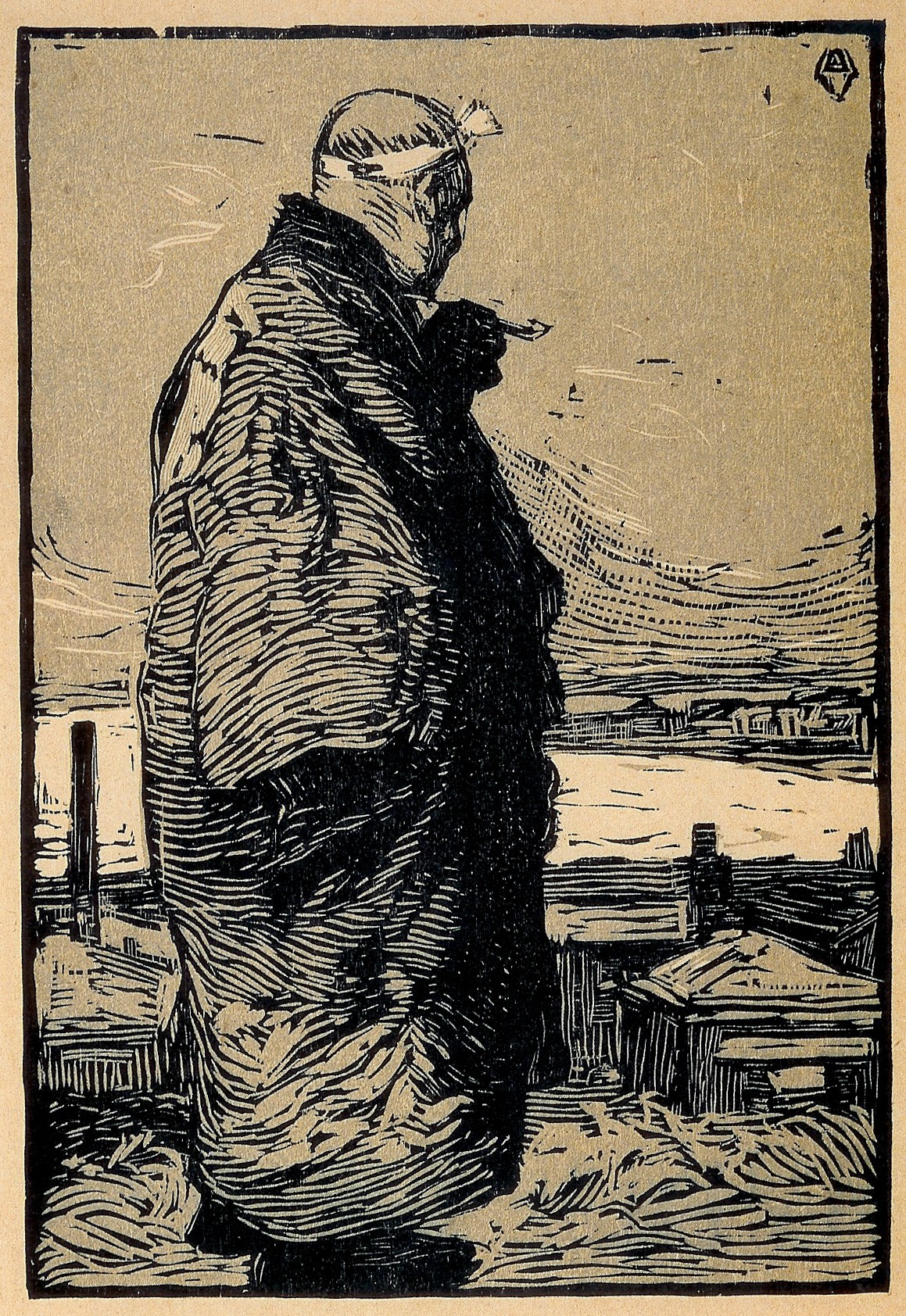
Fischer, 1904

Yamamoto Kanae (japanisch 山本 鼎, geb. 24. Oktober 1882 in Okazaki; gest. 8. Oktober 1946) war ein japanischer Maler und Graphiker. Mit seinem Holzschnitt „Fischer“ begründete er die Kunstrichtung des „Kreativen Holzschnitts“, des Sōsaku hanga.

## Leben und Werk
Yamamoto begann 1893 eine Ausbildung als traditioneller Holzschnitt-Schneider in der Werkstatt von Sakurai Torakichi, wobei sich der Wunsch festigte, Maler zu werden. 1902 begann er eine Ausbildung an der Kunsthochschule Tōkyō bijutsu gakkō in der Abteilung für westliche Malerei. 1904 publizierte Yosano Tekkan in der von ihm herausgegebenen Lyrik-Zeitschrift Myōjō Yamamotos Holzschnitt „Fischer“ (漁夫, Gyofu): das war der erste Holzschnitt in Japan, der – im Unterschied zum klassischen Ukiyo-e – nicht nur vom Künstler selbst entworfen, sondern auch selbst geschnitten worden war.
Nach dem Studium gründete er 1907 mit den Malerfreunden Ishii Hakutei, Morita Tsunetomo (1881–1932) und anderen die Kunstzeitschrift Hōsun und publizierte dort weitere Holzschnitte. 1912 ging Yamamoto nach Frankreich und bildete sich an der École des beaux arts in Paris weiter. Er blieb bis 1916 dort und besuchte Schweden, Deutschland und die Tschechoslowakei, bevor er über Russland die Rückreise nach Japan antrat.
Nach seiner Rückkehr war er kaum noch als Künstler aktiv, engagierte vielmehr 1918 die Gründung der Holzschnittkünstler-Vereinigung Nihon sōsaku hanga kyōkai (日本創作版画協会), die er 1931 zur breiter angelegten Nihon hanga kyōkai (日本版画協会) erweiterte.
1917 war er Mitglied des ursprünglich von Okakura Kakuzō gegründeten Nihon bijutsu-in (日本美術院) und arbeitete in der Abteilung für westliche Malerei, gab diese Position aber 1920. 1922 war er einer der Begründer der Künstlervereinigung Shun’yōkai (春陽会), 1935 wurde er Berater der staatlichen Kunstausstellung Teikoku bijutsu tenrankai (帝国美術展覧会), zog sich im Zusammenhang damit 1943 aus der Shun’yō-kai zurück.
Angeregt durch seinen Europa-Aufenthalt eröffnete Yamamoto 1919 eine Kunstschule fern der Großstädte, in Ueda in der Präfektur Nagano, um die dortigen Bevölkerung zur Beschäftigung mit der Kunst anzuregen. Dabei verfocht er die Idee der „Ungezwungenen Malerei“ (自由画, Jiyūga) und richtete 1921 die „Schule des ungezwungenen Malens“ (自由学園, Jiyū gakuen) ein.

## Bilder

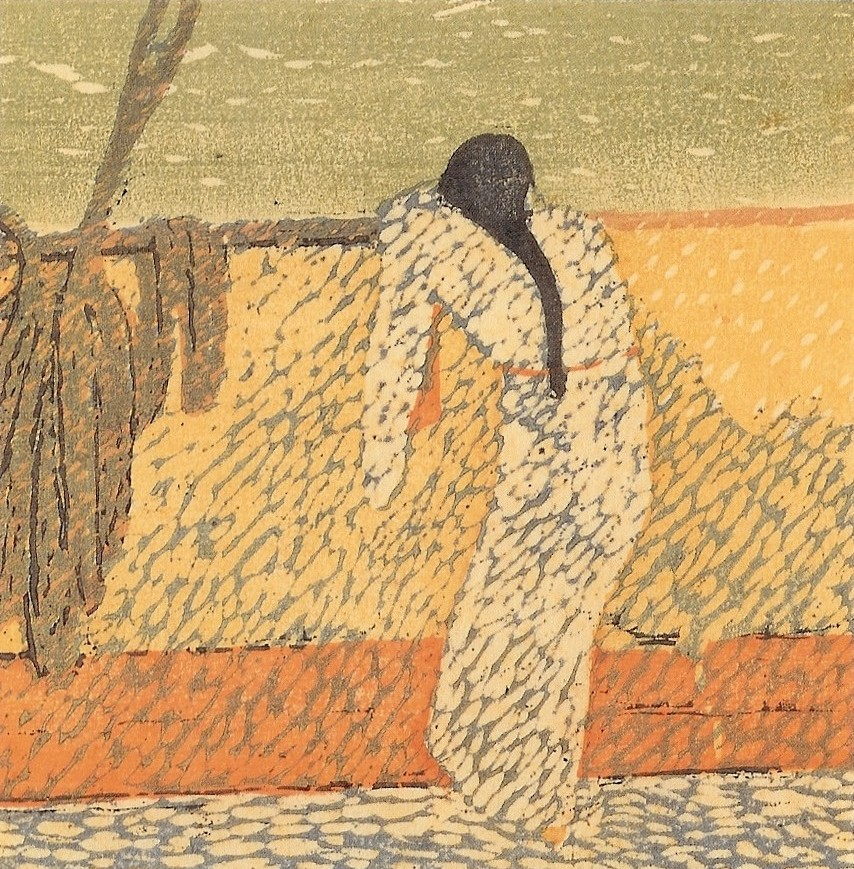
An Deck, 1912
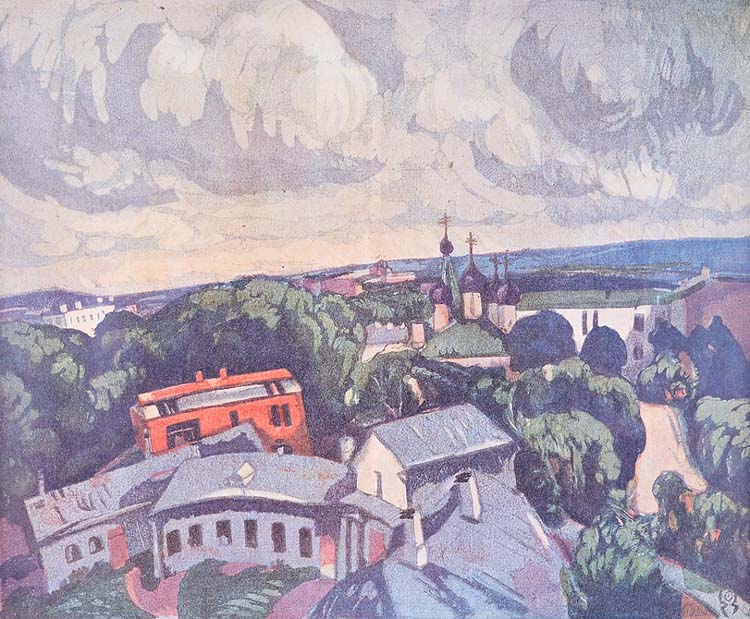
Moskau, 1914
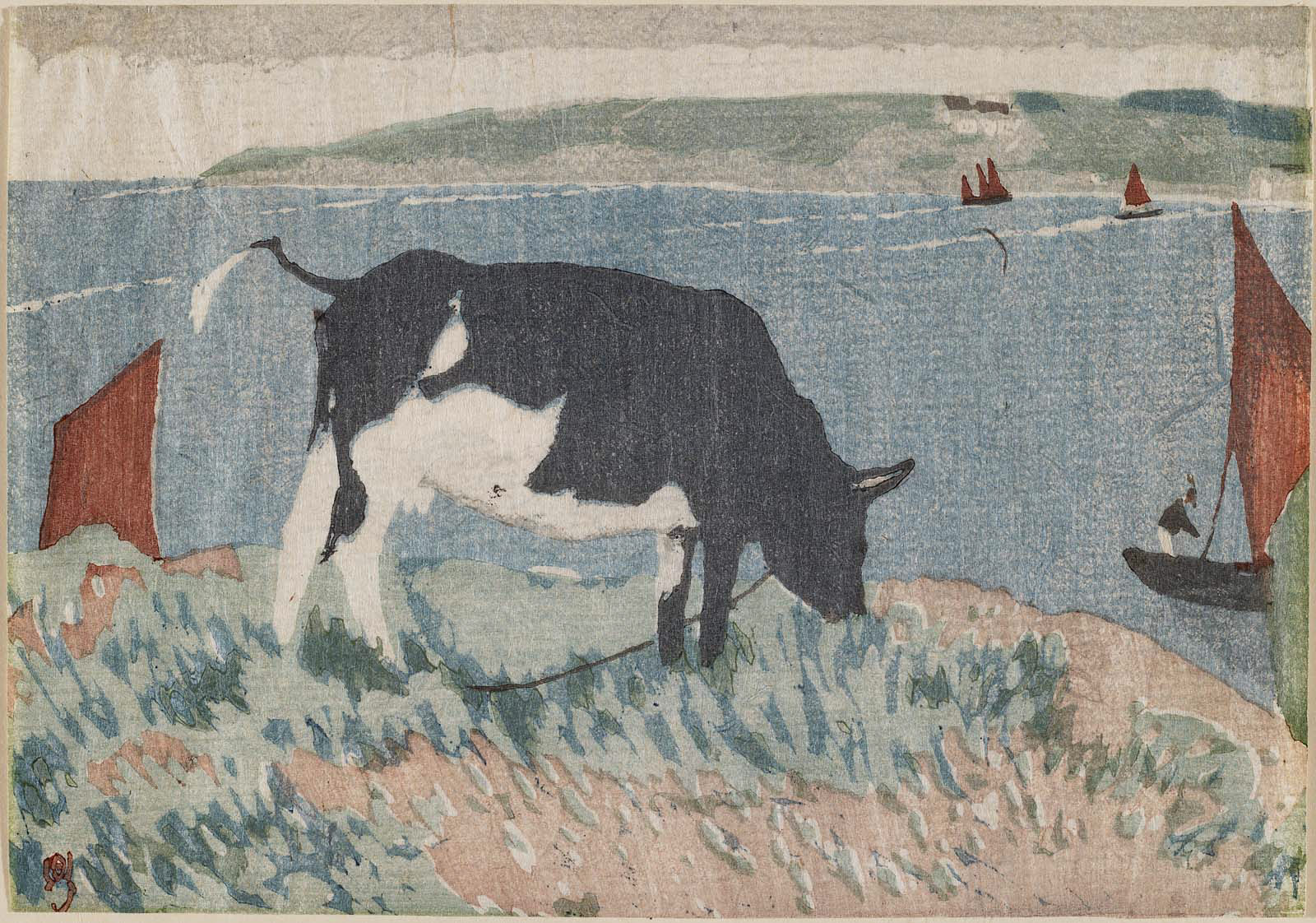
Kuh, 1915
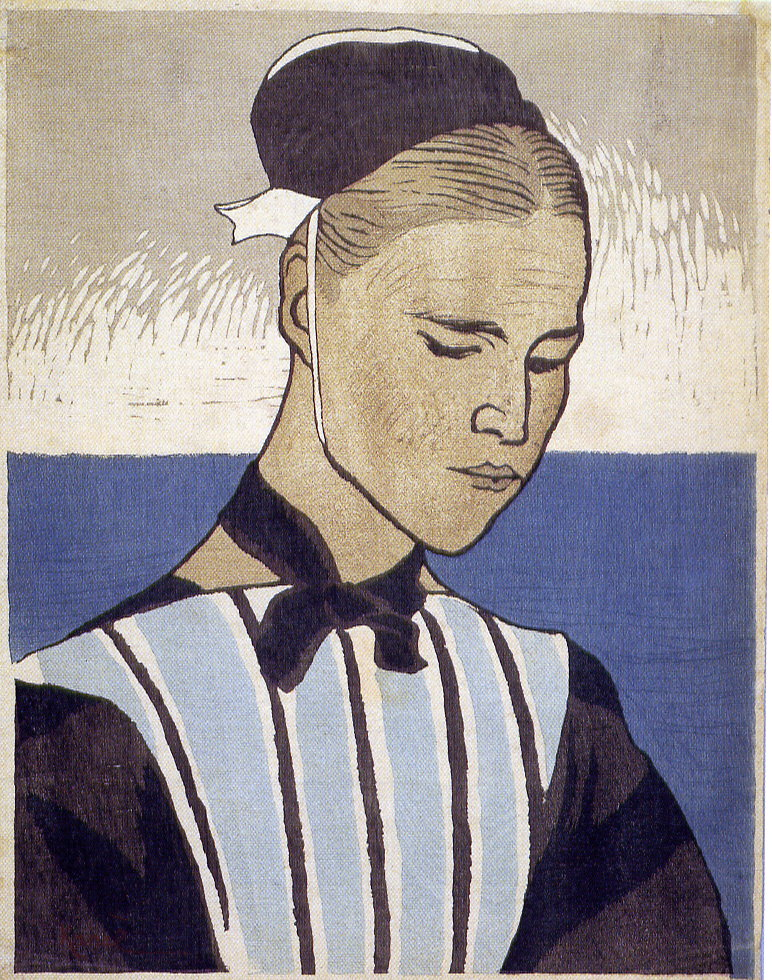
Bretonin, 1920
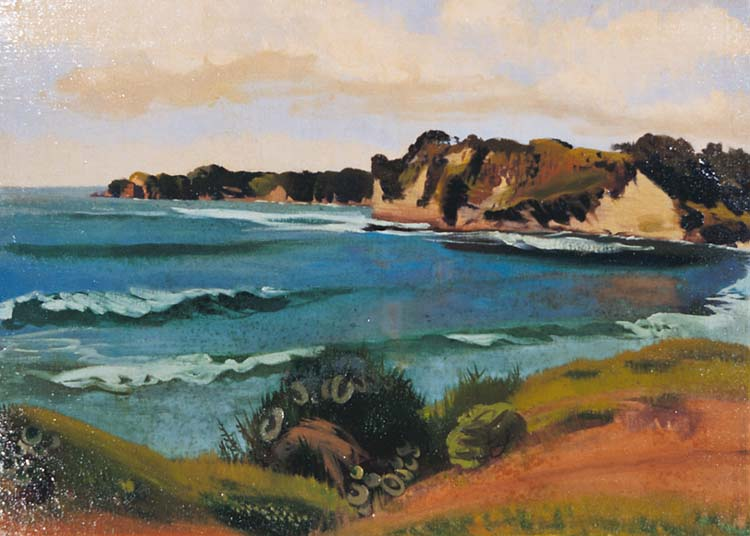
Sotobō-Halbinsel